# Bitwa nad Udyczem
Bitwa pod Udyczem – rozegrała się 28 stycznia 1606 roku pomiędzy wojskami polskimi dowodzonymi przez hetmana Żółkiewskiego a Tatarami nogajskimi pod wodzą Kantymira Murzy. Zagon Kantymira został rozbity 25 stycznia w pobliżu Niemirowa, a jego kosz w trzy dni potem nad dopływem Bohu – Udyczem.

## Sytuacja ogólna
W roku 1606 najazdy tatarskie rozpoczęły się już w styczniu. Hetman polny koronny Stanisław Żółkiewski w trzech uniwersałach z 12, 14 i 17 stycznia ostrzegał o gotowości wojsk wroga do najazdu „w bardzo krótkim czasie”, a strażnik koronny Jan Zamojski pisał w meldunkach z 14 stycznia i 8 lutego o postoju ordyńców między Oczakowem i Widowem. 4 lutego w liście do szlachty zebranej na sejmiku proszowskim, pisanym z Niemirowa, hetman Żółkiewski poinformował o odparciu dwóch ataków: 23 stycznia sołtana Buhara w kierunku na Korsuń oraz 25 stycznia Kantymira na Niemirów i Winnicę.

## Przebieg bitwy
Hetman wyruszył 24 stycznia z Bracławia na czele 1100 wojska. O przeciwniku wiedział tylko, że Kantymir ruszył z pól białogrodzkich z ponad 10 tys. wojowników i przekroczył Boh w okolicy Witołdowego Mostu. Pod Niemirowem wojsko polskie zobaczyło Tatarów, ale mgła uniemożliwiła pościg. Hetman wysłał 400-osobowy podjazd pod dowództwem Mleczka i Chroślińskiego, który milę od Niemirowa (mila polska = ok. 7 km) rozbił oddział tatarski, znosząc go prawie zupełnie i uwalniając jasyr. Od jeńców nie mógł się Żółkiewski dowiedzieć, gdzie stał kosz, ale dowiedział się, że dowódcą jest Kantymir i towarzyszy mu siedmiu murzów. Nie czekając na posiłki postanowił zbliżyć się do nogajskiego kosza. Najpierw skierował się do Ilińców nad Sobem, koło których znajdował się tatarski obóz. Ponieważ Tatarzy zabrali sporo bydła, owiec i słabych koni, więc poruszali się wolno. Hetman nie zdecydował się na zaatakowanie wielotysięcznego czambułu tymi szczupłymi siłami, które posiadał. Przemieszczał się równolegle do kosza po przeciwnej stronie Sobu. W taki sposób doszedł do Kalnika, gdzie przeszedł rzekę i połączył się z wojskami prywatnymi i pospolitym ruszeniem pod wodzą wojewody ruskiego Stanisława Golskiego, strażnika koronnego Jana Zamojskiego, wojewody bracławskiego Janusza Zbaraskiego oraz książąt Ostrogskich. Łącznie Polacy mieli niemal 10 tys. żołnierzy.
Wojska polskie lasem wyprzedziły kosz i nad Udyczem wyszły na szlak naprzeciwko Tatarów. Najpierw uderzyło polskie prawe skrzydło, na które składały się: w pierwszym rzędzie husaria starosty bracławskiego Kalinowskiego i oddziały Ostrogskich, w drugim rzędzie wojsko księcia Różyńskiego, a w trzecim hufiec księcia Zbaraskiego. Na lewym skrzydle stali: w pierwszym rzędzie żołnierze starosty chmielnickiego Strusia, w drugim – starosty kamienieckiego Jana Potockiego, a w trzeciej hufiec Kozaków. Pospolite ruszenie szlachty bracławskiej zajmowało środek, w którym znajdował się również tabor. Po związaniu Tatarów walką przez prawe skrzydło, lewe polskie skrzydło wykonało manewr oskrzydlający. Ordyńcy widząc, że wojska Strusia wyszły na ich tyły, usiłowali pozorować ucieczkę, ale nie zdołali przejść do przeciwnatarcia i ucieczka pozorowana przerodziła się w ucieczkę prawdziwą. Pościg trwał półtorej godziny. Zginęło pięciu murzów i wielu zwykłych wojowników. Poza jasyrem i zrabowanymi zwierzętami zdobyto ponad 2000 bachmatów.

...jam nie miał tylko 1000 żołnierzów, przed się łaskę Bożą – nie wziął pociechy, gromion, pierzchał, uciekał. Co tego za przyczyna 1100 ona koni żołnierzów nie dowiodła by tego była, ale że ta trocha, co ich było, żołnierzów w kupie byli, (jako ono mówią do gotowej kłody łacno ogień niecić). Mając powód, zbiegło się do tych żołnierzów we trzech dniach do 10 000 koni, tak iż ich zrównało się niemal liczbą z wojskiem tatarskim i łuk położył Kantymir Murza, po tym i sam mało o włos w ręku nie był, samodwunast z pogromu tego do Biłagrodu ledwo uszedł.